# Tantilla jani
La culebra ciempiés de Jan (Tantilla jani) es una especie de serpiente que pertenece a la familia Colubridae.

## Distribución geográfica y hábitat
Es nativa de la vertiente del Pacífico de Guatemala y del sur de México. Su hábitat natural se compone de bosque húmedo tropical y bosque muy húmedo subtropical, donde suele encontrarse en la hojarasca; también habita en los cafetales en la cercanía del bosque. Su rango altitudinal registrado oscila entre 305 y 960 m s. n. m..

## Estado de conservación
Se encuentra amenazada por la pérdida de su hábitat natural y por los pesticidas.